# Kanton Pierrefitte-sur-Seine
Der Kanton Pierrefitte-sur-Seine war von 1976 bis 2015 ein französischer Wahlkreis im Arrondissement Saint-Denis, im Département Seine-Saint-Denis und in der Region Île-de-France; sein Hauptort war Pierrefitte-sur-Seine.

## Gemeinden
Der Kanton umfasste zwei Gemeinden:
| Gemeinde              | Einwohner Jahr | Fläche km² | Bevölkerungsdichte | Postleitzahl | Code INSEE |
| --------------------- | -------------- | ---------- | ------------------ | ------------ | ---------- |
| Pierrefitte-sur-Seine | 28459 (2013)   | –          | – Einw./km²        | 93380        | 93059      |
| Villetaneuse          | 12451 (2013)   | –          | – Einw./km²        | 93430        | 93079      |

## Bevölkerungsentwicklung
| 1962   | 1968   | 1975   | 1982   | 1990   | 1999   | 2006   |
| ------ | ------ | ------ | ------ | ------ | ------ | ------ |
| 19.662 | 26.422 | 29.728 | 32.446 | 34.999 | 37.192 | 39.419 |